# Cosumnoperla hypocrena
Cosumnoperla hypocrena är en bäcksländeart som beskrevs av Szczytko och R.L. Bottorff 1987. Cosumnoperla hypocrena ingår i släktet Cosumnoperla och familjen rovbäcksländor. Inga underarter finns listade i Catalogue of Life.